# 1843
1843 (MDCCCXLIII) a fost un an al calendarului gregorian, care a început într-o zi de duminică.

## Evenimente

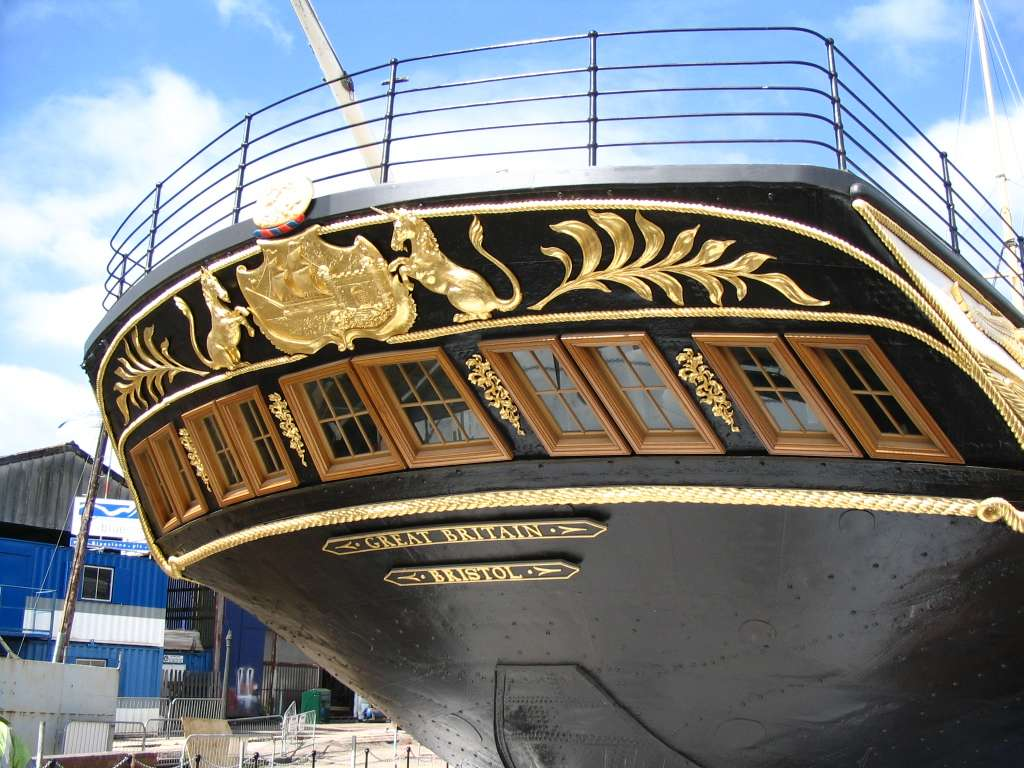
19 iulie: La Bristol se lansează nava de pasageri Great Britain; va fi prima navă cu elice care va traversa Oceanul Atlantic.

### Aprilie
- 20 aprilie: Fiica regelui Ludovic-Filip al Franței, Clementine de Orléans, se căsătorește cu Prințul August de Saxa-Coburg și Gotha; vor fi părinții viitorului rege Ferdinand I al Bulgariei.

### Iunie
- 22-24 iunie: Vizita la București a prințului Albert al Prusiei, fratele regelui Frederic Wilhelm al IV-lea și cumnat al țarului Nicolae I al Rusiei.

### Iulie
- 19 iulie: La Bristol se lansează nava de pasageri Great Britain; va fi prima navă cu elice care va traversa Oceanul Atlantic.

### Septembrie
- 4 septembrie: Împăratul Pedro al II-lea al Braziliei se căsătorește cu Dona Teresa Cristina a celor Două Sicilii printr-o ceremonie de stat la catedrala din Rio de Janeiro.

### Nedatate
- Elisabeta Știrbei, soția Marelui Vornic Barbu Știrbei (viitorul domnitor), a înființat prima școală primară de fete din București.
- În București începe demolarea hanului Filaret cu intenția inițială de a se construi monumentul și piața lui Kiseleff; cum generalul rus a refuzat, domnitorul Gheorghe Bibescu dispune folosirea banilor pentru construirea unui teatru național (viitorul Teatru Național din București), iar piața se va numi Piața Teatrului nu Piața Kiseleff.
- Se înființează societatea secretă "Frăția" cu lozinca "Dreptate, Frăție" având ca fondatori pe Ion Ghica, Nicolae Bălcescu, Christian Tell.

## Arte, știință, literatură și filozofie

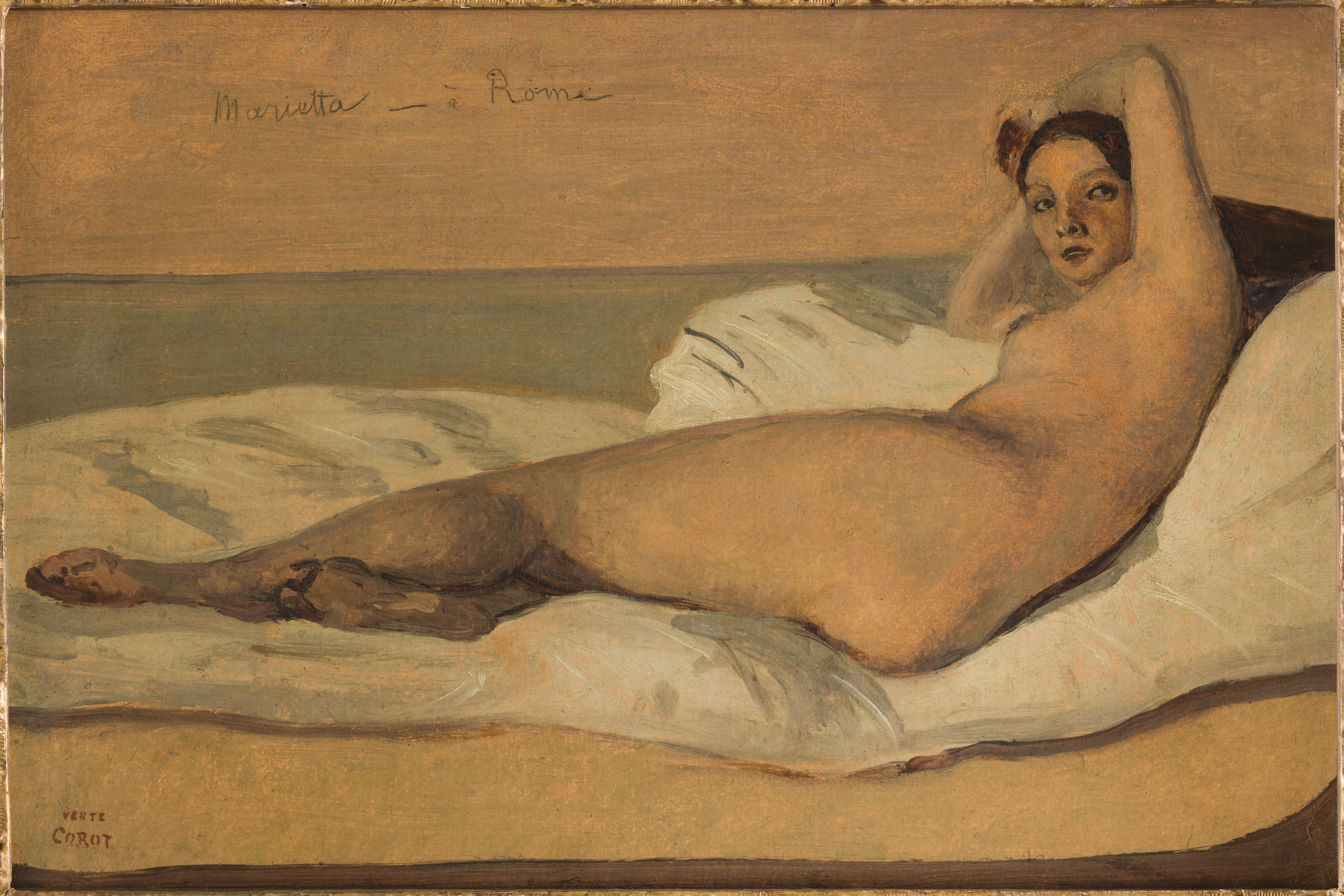
Marietta, L'Odalisque Romaine, de Corot.

- Charles Dickens scrie Martin Chuzzlewit
- Edgar Allan Poe scrie The Gold Bug
- James Prescott Joule publică lucrarea Despre efectul termic al magneto-electricității și valoarea mecanică a căldurii
- John Stuart Mill scrie A System of Logic
- La Dresda are loc premiera operei "Olandezul zburător" de Richard Wagner.
- Prima apariție a revistei The Economist, la Londra. A fost înființată de către James Wilson.
- Soeren Kierkegaard scrie  Ori - Ori și Angoasă și tremur

## Nașteri
- 25 ianuarie: Hermann Amandus Schwarz, matematician german (d. 1921)
- 29 ianuarie: William McKinley, politician american, al 25-lea președinte al Statelor Unite (1897-1901), (d. 1901)
- 19 februarie: Adelina Patti (n. Adela Juana Maria Patti), soprană italiană de origine spaniolă (d. 1919)
- 24 februarie: Teófilo Braga, scriitor, critic literar, istoric literar și om politic portughez (d. 1924)
- 2 martie: Prințesa Maria Clotilde a Savoiei, Prințesă Napoléon (d. 1911)
- 11 martie: Harald Høffding, filosof danez (d. 1931)
- 24 martie: Maria Annunciata de Bourbon-Două Sicilii, arhiducesă de Austria, prințesă a Ungariei, Boemiei și a Toscanei (d. 1871)

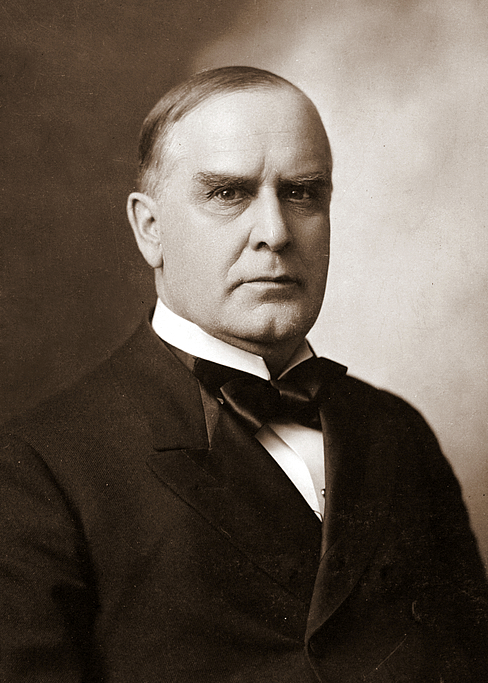
William McKinley, al 25-lea președinte al Statelor Unite
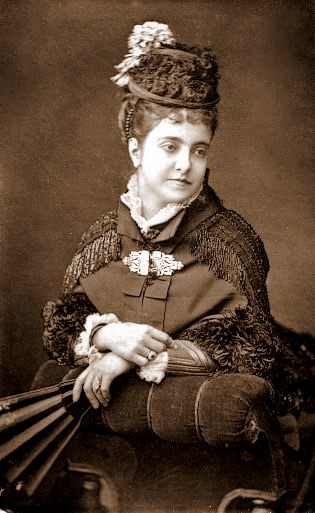
Adelina Patti, soprană de origine spaniolă
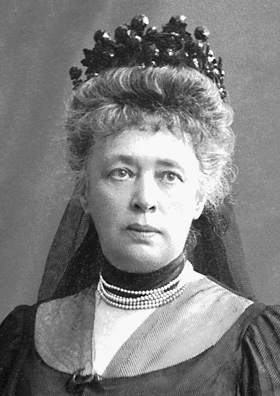
Bertha von Suttner, scriitoare austriacă, laureată Nobel
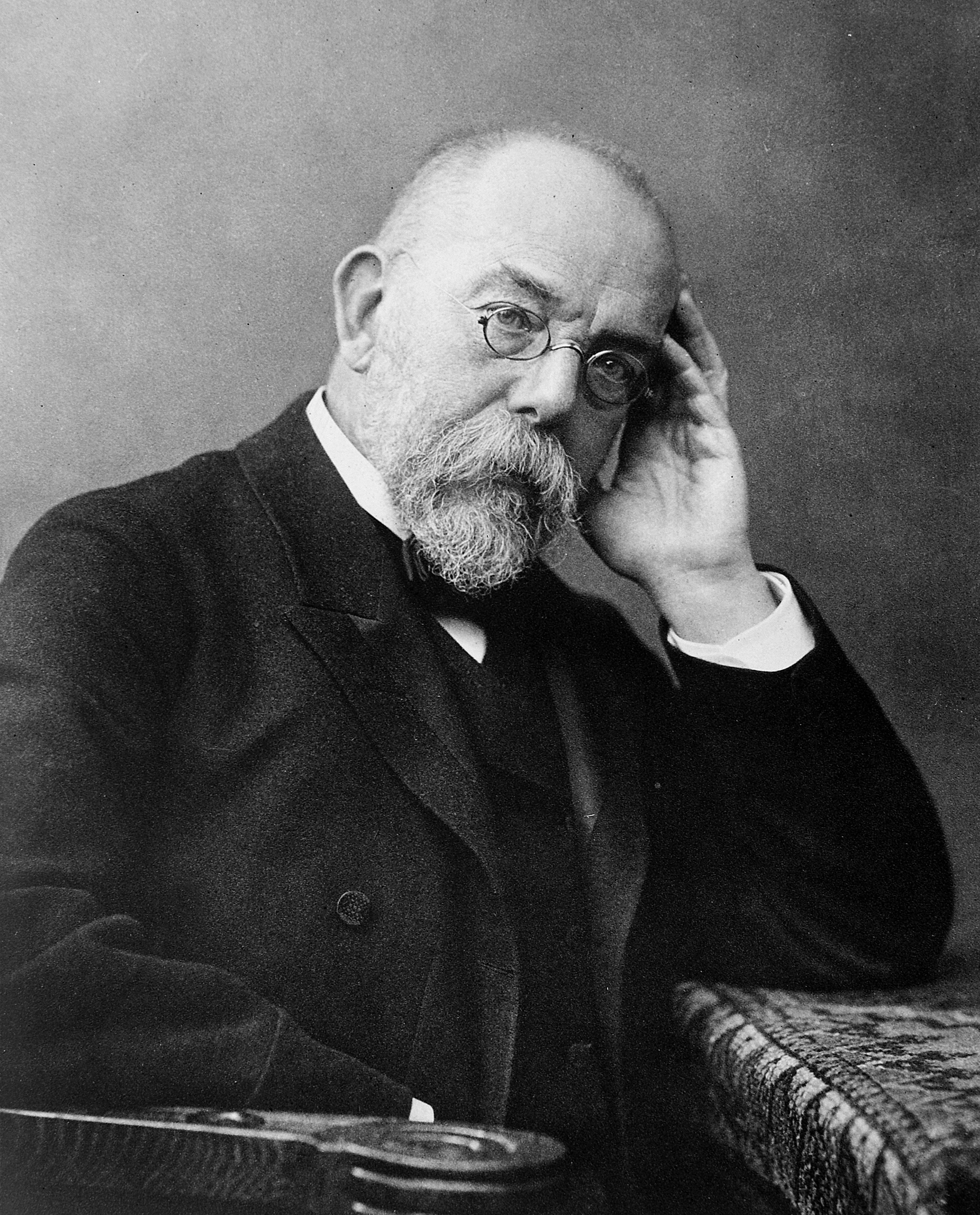
Robert Koch, bacteriolog german

- 15 aprilie: Henry James, scriitor american (d. 1916)
- 21 aprilie: Walther Flemming, biolog german și fondatorul citogeneticii (d. 1905)
- 25 aprilie: Prințesa Alice a Regatului Unit, Mare Ducesă de Hesse și de Rin (d. 1878)
- 9 mai: Anton von Werner, pictor german (d. 1915)
- 10 mai: Benito Pérez Galdós, scriitor spaniol (d. 1920)
- 25 mai: Prințesa Anne de Hesse și de Rin, Mare Ducesă de Mecklenburg-Schwerin (d. 1865)
- 27 mai: Prințul Paul de Thurn și Taxis (d. 1879)
- 3 iunie: Frederic al VIII-lea al Danemarcei (d. 1912)
- 9 iunie: Bertha von Suttner, scriitoare austriacă, laureată al Premiului Nobel (d. 1914)
- 25 iunie: Frederic de Hohenzollern-Sigmaringen, fratele mai mic al regelui Carol I al României (d. 1904)
- 2 iulie: Antonio Labriola, filosof italian (d. 1904)
- 7 iulie: Camillo Golgi, medic și om de știință italian (d. 1926)
- 24 iulie: Paul Tanco, matematician român (d. 1916)
- 24 iulie: William de Wiveleslie Abney, astronom englez, chimist și fotograf (d. 1920)
- 6 august: Prințesa Augusta de Saxa-Meiningen (d. 1919)
- 21 august: Maria Ana a Portugaliei, prințesă moștenitoare a Saxoniei (d. 1884)
- 13 septembrie: Louis Duchesne, cleric romano-catolic, cercetător și istoric bisericesc (d. 1922)
- 20 septembrie: Țareviciul Nicolae Alexandrovici al Rusiei (d. 1865)
- 26 septembrie: Joseph Furphy, romancier australian (d. 1912)
- 30 septembrie: Mathilde Ludovika, Ducesă de Bavaria, contesă de Trani, sora împărătesei Sisi a Austriei
- 10 octombrie: Nataniel Aguirre, scriitor bolivian (d. 1888)
- 11 decembrie: Robert Koch,  bacteriolog german (d. 1910)
- 13 decembrie: George Stephănescu, compozitor, pedagog și dirijor român (d. 1925)
- 29 decembrie: Regina Elisabeta a României (Carmen Sylva), soția regelui Carol I al României și poetă (d. 1916)
- 29 decembrie: Marcel Deprez, inginer francez (d. 1918)

### Nedatate
- Niculae Eminovici, fratele mai mare a poetului Mihai Eminescu (d. 1884)

## Decese
- 10 ianuarie: Dimitrie Macedonski, 63 ani, căpitan pandur, bunicul poetului Alexandru Macedonski (n. 1780)
- 11 ianuarie: Francis Scott Key, 63 ani, avocat, magistrat și poet american (n. 1779)
- 13 ianuarie: Prințesa Louise Auguste a Danemarcei (n. Louise Augusta), 71 ani (n. 1771)
- 23 ianuarie: Friedrich de la Motte Fouqué, 66 ani, scriitor german (n. 1777)

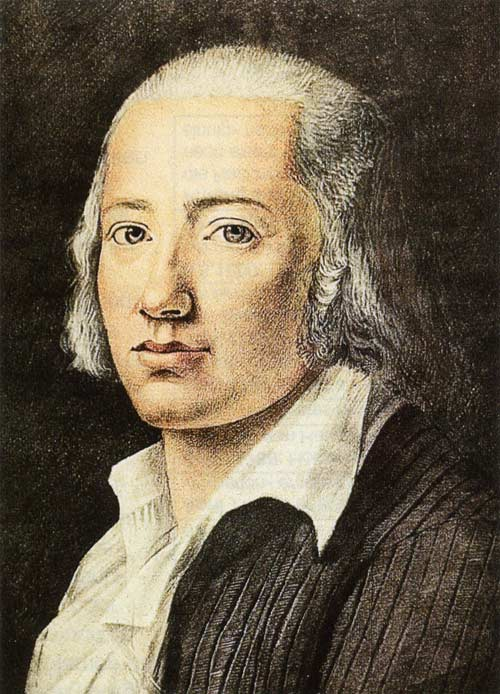
Friedrich Hölderlin, scriitor german
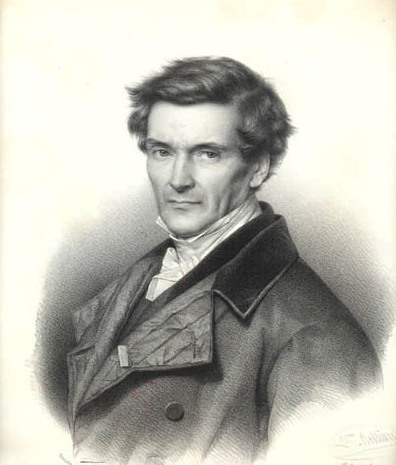
Gaspard-Gustave Coriolis, matematician, fizician francez
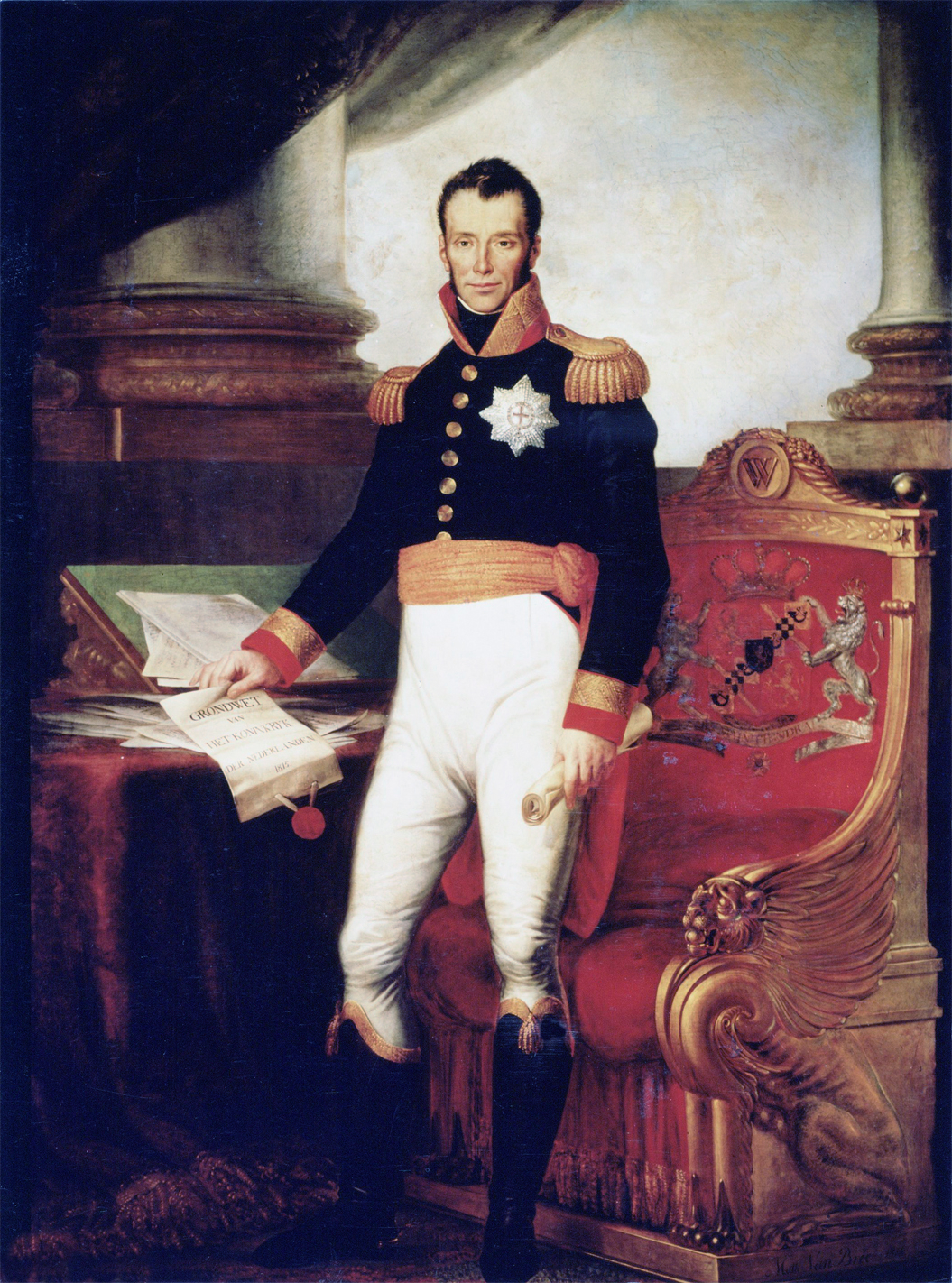
William I al Olandei

- 15 aprilie: Noah Webster, 84 ani, lexicograf american (n. 1758)
- 21 aprilie: Augustus Frederick, Duce de Sussex, 70 ani (n. 1773)
- 13 mai: Christian Flechtenmacher, 58 ani, jurist român (n. 1785)
- 7 iunie: Friedrich Hölderlin, 73 ani, scriitor german (n. 1770)
- 11 iunie: François-Xavier Donzelot, 79 ani, general francez (n. 1764)
- 2 iulie: Samuel Hahnemann (n. Christian Friedrich Samuel Hahnemann), 88 ani, medic, scriitor și traducător român de origine germană, creatorul homeopatiei (n. 1755)
- 20 august: Hrihorii Kvitka-Osnovianenko, 64 ani, scriitor, jurnalist și critic literar ucrainean (n. 1778)
- 19 septembrie: Gaspard-Gustave Coriolis, 51 ani, matematician, fizician, inginer francez (n. 1792)
- 12 decembrie: William I al Olandei (n. Willem Frederik), 71 ani (n. 1772)